# Genestèla
Genestelle és un municipi francès situat al departament de l'Ardecha i a la regió d'Alvèrnia-Roine-Alps. L'any 2007 tenia 279 habitants.

## Demografia

### Població
El 2007 la població de fet de Genestelle era de 279 persones. Hi havia 124 famílies de les quals 48 eren unipersonals (24 homes vivint sols i 24 dones vivint soles), 44 parelles sense fills, 28 parelles amb fills i 4 famílies monoparentals amb fills.
La població ha evolucionat segons el següent gràfic:
Habitants censats

### Habitatges
El 2007 hi havia 268 habitatges, 134 eren l'habitatge principal de la família, 127 eren segones residències i 7 estaven desocupats. 252 eren cases i 14 eren apartaments. Dels 134 habitatges principals, 99 estaven ocupats pels seus propietaris, 27 estaven llogats i ocupats pels llogaters i 8 estaven cedits a títol gratuït; 3 tenien una cambra, 9 en tenien dues, 39 en tenien tres, 30 en tenien quatre i 53 en tenien cinc o més. 97 habitatges disposaven pel capbaix d'una plaça de pàrquing. A 71 habitatges hi havia un automòbil i a 51 n'hi havia dos o més.

### Piràmide de població
La piràmide de població per edats i sexe el 2009 era:
| Homes | Edats   | Dones |
| ----- | ------- | ----- |
| 0     | 95 o +  | 0     |
| 0     | 90 a 94 | 0     |
| 4     | 85 a 89 | 4     |
| 0     | 80 a 84 | 0     |
| 4     | 75 a 79 | 16    |
| 12    | 70 a 74 | 4     |
| 0     | 65 a 69 | 4     |
| 20    | 60 a 64 | 8     |
| 8     | 55 a 59 | 12    |
| 20    | 50 a 54 | 12    |
| 0     | 45 a 49 | 12    |
| 20    | 40 a 44 | 8     |
| 8     | 35 a 39 | 16    |
| 8     | 30 a 34 | 8     |
| 12    | 25 a 29 | 0     |
| 8     | 20 a 24 | 0     |
| 16    | 15 a 19 | 16    |
| 8     | 10 a 14 | 8     |
| 4     | 5 a 9   | 12    |
| 8     | 0 a 4   | 4     |

## Economia
El 2007 la població en edat de treballar era de 180 persones, 116 eren actives i 64 eren inactives. De les 116 persones actives 107 estaven ocupades (57 homes i 50 dones) i 9 estaven aturades (4 homes i 5 dones). De les 64 persones inactives 32 estaven jubilades, 12 estaven estudiant i 20 estaven classificades com a «altres inactius».

### Ingressos
El 2009 a Genestelle hi havia 141 unitats fiscals que integraven 303 persones, la mediana anual d'ingressos fiscals per persona era de 12.901 €.

### Activitats econòmiques
Dels 14 establiments que hi havia el 2007, 1 era d'una empresa alimentària, 1 d'una empresa de fabricació d'altres productes industrials, 2 d'empreses de construcció, 3 d'empreses de comerç i reparació d'automòbils, 2 d'empreses d'hostatgeria i restauració, 2 d'empreses d'informació i comunicació, 1 d'una empresa immobiliària, 1 d'una empresa de serveis i 1 d'una empresa classificada com a «altres activitats de serveis».
Dels 3 establiments de servei als particulars que hi havia el 2009, 1 era un paleta, 1 fusteria i 1 restaurant.
L'únic establiment comercial que hi havia el 2009 era una fleca.
L'any 2000 a Genestelle hi havia 33 explotacions agrícoles que ocupaven un total de 624 hectàrees.

## Equipaments sanitaris i escolars
El 2009 hi havia una escola elemental integrada dins d'un grup escolar amb les comunes properes formant una escola dispersa.

## Poblacions més properes
El següent diagrama mostra les poblacions més properes.